# Connor McCutcheon
Connor McCutcheon (né le 13 avril 1991 à Big Bear Lake en Californie) est un coureur cycliste américain, professionnel entre 2014 et 2018.

## Palmarès
- 2016
  - 1re étape du Tour d'Iran - Azerbaïdjan

## Classements mondiaux
| Année            | 2015 | 2016 |
| ---------------- | ---- | ---- |
| UCI America Tour | 353e |      |
| UCI Asia Tour    | 296e | 162e |